# Dennstaedtia cicutaria
Dennstaedtia cicutaria là một loài thực vật có mạch trong họ Dennstaedtiaceae. Loài này được (Sw.) T. Moore miêu tả khoa học đầu tiên năm 1857.